# DAX
DAX (Deutscher Aktienindex) е един от най-важните борсови индекси в Германия. Индексът се изчислява като средно претеглена по капитализация стойност на цената на акциите на 40 най-големите акционерни дружества в Германия. DAX еквивалент на FTSE 100 и американския Dow Jones.
DAX беше създаден на 1 юли 1988 г. с начална стойност от 1000 точки. Индексът се изчислява от Deutsche Börse AG.
24 ноември 2020 г. Deutsche Börse обяви разширяване на състава на индекса с десет допълнителни компонента с цел по-пълно отразяване на съвременната структура икономика на Германия. Разширяването се осъществи през третото тримесечие на 2021 г.

## Изчисляване на индекс
От януари 2016 г. индексът се изчислява всеки ден за търговия от 9:00 ч. по Централноевропейско време. DAX се изчислява с помощта на цените на акциите за електронен обмен XETRA.
За изчисление въз основа на формулата на Етиен Ласпейрес, цените на акциите на избраните котирани компании се претеглят според тяхната пазарна капитализация.
Вземат се предвид само акциите, които са в свободно търгуване. Ако капитал на компанията е разделено на няколко вида акции (например обикновени акции и привилегировани акции), се използва вид акции с по-висока ликвидност.

## Критерии за подбор
От септември 2021 г. компаниите отговарят на условията за включване в DAX само по един основен критерий – пазарна капитализация на акционерното дружество. Взети предвид общата стойност на всички акции, които са в свободно търгуване, а не в ръцете на стратегически инвеститори. Други предишни критерии като, например, търговска дейност с тези ценни книжа, са отпаднали.
Освен това е въведено ново строго условие: кандидатите за DAX 40 трябва,
поне две години да работят на печалба, и представляват редовно не само годишни и полугодишни, но и тримесечни отчети, преминали през определен одит.
Акция може да бъде изключена от индекса между датите на ребалансиране, ако теглото й надвишава 10% и 30-дневната историческа волатилност на цената на акциите надвишава 250%.